# Pathanamthitta
Pathanamthitta – miasto w Indiach, w stanie Kerala. W 2011 roku liczyło 37 538 mieszkańców. Siedziba syromalankarskiej eparchii Pathanamthitta.